# SAIMR
 (février 2023).
Améliorez-le ou discutez des points à vérifier. 
Le South African Institute for Maritime Research (SAIMR) est une organisation parapublique de mercenaires anti-communistes et de suprématistes blancs, développée en Afrique du Sud durant l'apartheid. Cette agence a été fondée pendant la Guerre froide à une date oscillant entre 1947 et les années 1980 selon les sources.
Le SAIMR est spécialisé dans la réalisation de coup d’État en Afrique, de meurtres ou d’opérations clandestines. Il serait toujours en activité et compte environ 5 000 membres. Les membres du SAIMR sont le plus souvent des Sud-africains, d'anciens Rhodésiens et des Anglo-Saxons (Britanniques, Australiens, Nord-Américains) (a priori tous blancs).
Son existence a été révélée par le journaliste  sud-africain De Wet Potgieter. Les crimes réels ou supposés du SAIMR ont été exposés au grand public en 2019 par le documentaire danois Cold Case à l'ONU.
Selon l'une des hypothèses avancées par l'historienne Susan Williams et reprise par le documentaire déjà cité, le SAIMR aurait pu être le responsable de l'assassinat du Secrétaire général des Nations unies Dag Hammarskjöld en 1961. Cette hypothèse fait depuis plusieurs années l'objet d'enquêtes de l'ONU, qui en 2022 se disait toujours incapable de trancher sur la simple existence de l'organisation à la date de cette disparition.Dans le documentaire déjà cité, un ancien membre revendique avoir comploté pour propager intentionnellement le VIH en Afrique australe et dans une moindre mesure en Afrique de l'Est dans les années 1980 et 1990,.

## Informations et désinformations
Les informations disponibles concernant le SAIMR sont incomplètes, l'Afrique du Sud qui détient des documents à ce sujet refusant de fait de les communiquer. D'autres sont douteuses. Ainsi, au fil des années, sont apparus d'anciens documents à l'en-tête de l'organisation, mais présentant des incohérences telles que leur authenticité est remise en cause. Quant aux témoignages de ses anciens membres, ils sont quelquefois contradictoires entre eux ou encore, leur véracité est pour certains d'entre eux remise en cause,.

## Origines
L’organisation a été créée par les Britanniques après la Seconde Guerre mondiale. Son premier dirigeant était le Commodore (équivalent de contre-amiral) F. Malan. Dès 1947, dans le cadre de la Guerre froide et de la lutte anticommuniste, le SAIMR devient une organisation alliée de la CIA sur invitation du vice-amiral Roscoe Henry Hillenkoetter. La tutelle du SAIMR reste toutefois Londres.[réf. à confirmer]
Le SAIMR prend toute son importance sous la direction du Commodore Robert Wagner qui a dirigé cette organisation durant la plus grande partie de la Guerre froide,. Officiellement le SAIMR est une organisation qui s'efforce de « contribuer à la préservation de l'écologie des mers et de leurs périmètres et de recueillir des renseignements sur les voies navigables stratégiques du monde, et d’utiliser cette intelligence pour promouvoir la paix entre les nations et préserver les droits de l’Homme. » Officieusement le SAIMR devient une pièce maîtresse du dispositif du pré-carré britannique en Afrique. Le SAIMR est impliqué dans de nombreux assassinats et coups d’État.

## Assassinat de Dag Hammarskjöld?
En 1960, dans le cadre de la guerre civile qui suit l’indépendance du Congo belge, le SAIMR fournit de nombreux mercenaires[réf. nécessaire]. Ces mercenaires déstabilisent le pays et défendent les intérêts miniers belges et anglo-saxons locaux[réf. nécessaire].
En 1961, le secrétaire général de l'ONU Dag Hammarskjöld présent en Rhodésie du Nord pour mener des accords pour un cessez-le-feu, meurt dans l'accident de son avion qui s’écrase dans la forêt équatoriale. Ce crash est officiellement un accident de pilotage. Cette version est contestée et l'ONU a reconnu qu'il ne s'agissait pas d'un accident. Selon l'une des hypothèses étudiées par l'historienne britannique Susan Williams, et selon le documentaire Cold case à l'ONU[réf. souhaitée] son avion aurait pu être abattu par le SAIMR, en accord avec le MI6 et la CIA[citation nécessaire].

## Coups d'État
Dans les années 1980, le SAIMR combat les guérillas marxistes au Mozambique et en Angola aux côtés de Jonas Savimbi. Le SAIMR est impliqué dans l’ « Operation Anvil », une tentative de coup d’État devant renverser le Président des Seychelles France-Albert René en 1981 mené par un ancien « Affreux » Mike Hoare. Une autre tentative de coup d’État à la fin des années 1980 est l’ « Operation Crusader » visant à renverser en Ouganda Yoweri Museveni pour réinstaller le dictateur Idi Amin Dada.
Le SAIMR est également l’organisation qui a provoqué l’effondrement de l’État somalien en 1990, en orchestrant le renversement du Président Siad Barre pourtant censé être protégé par les mercenaires sud-africains. Depuis, le SAIMR s’est taillé un fief en Somalie. Le régime Apartheid souhaitait utiliser la Somalie comme une plaque tournante pour le trafic d'armes au Moyen-Orient. La Somalie est devenue un repaire de mercenaires suprématistes blancs, le plus connu d'entre eux est Paul Calder Le Roux, un australo-sud-africain né en Rhodésie du sud,.

## Bio-terrorisme

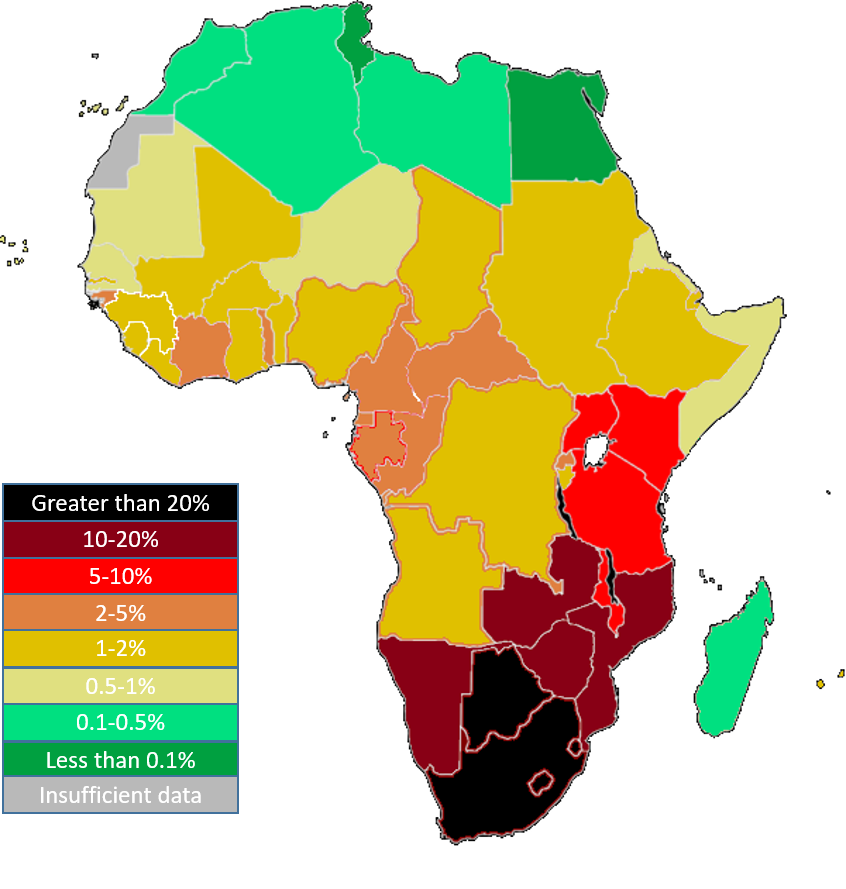
Prévalence du VIH en Afrique en 2021

### Laboratoire au Zaïre
Selon le Commodore Keith Maxwell-Annandale et successeur de Wagner à la tête du SAIMR, l'organisation aurait dès les années 1960-1970 contribué à la création au Zaïre, d'un laboratoire sur les bords du fleuve Congo (Kisangani ?) dans le but de développer des armes biologiques.
Lors d'un témoignage devant la justice sud-africaine, le Dr Wouter Basson avait préalablement mentionné l'existence d'un laboratoire dans la jungle congolaise, où au milieu des années 1970, des scientifiques américains ont été victimes de leurs propres expériences sur la fièvre hémorragique (ebola ?). Basson a été chargé par les autorités américaines de les soigner et de les évacuer.

### Propagation du VIH

#### Un précédent, le projet Coast
En vue de « sauver » l'apartheid, le gouvernement sud-africain sous Pieter Botha a initié dans les années 1980, le Projet Coast. L'objectif était de réduire la démographie africaine, en créant des armes biologiques. Le Projet Coast fonctionnait avec des sociétés-écrans qui n'avaient officiellement aucun lien avec l'armée ou le gouvernement sud-africain. La communauté scientifique blanche d'Afrique du Sud n'ignorait rien de la nature réelle du Projet Coast et avait baptisé l'opération l'« organisation secrète ».
Le fonctionnement n’était pas secret mais discret. Le Projet Coast était dirigé par le Dr Wouter Basson, qui en 2021 est encore en activité en Afrique du Sud. Nostalgique du Projet Coast, Basson se justifie en 2016, affirmant : « J'étais comme un scientifique travaillant sur un remède contre le sida ». Cette fascination pour le sida était partagée par de nombreuses organisations. Un article paru le 21 décembre 1988 dans le journal Cape Argus rapporte que le Dr K. Maxwell dirigeant le SA Institute for Maritime Research, considérait le sida comme essentiel pour l'avenir politique de l'Afrique du Sud. Lors des commémorations du Grand Trek en 1988, le sida était ouvertement promu dans des brochures distribuées par le World Apartheid Movement (WAM). Il était expliqué que le sida était une maladie au pouvoir libérateur pour les Blancs, et offrait des « perspectives à long terme à l'apartheid ».

#### Une dissémination par le SAIMR?
Dans ce contexte, un documentaire à la validité contestée, Cold Case à l'ONU, a relayé le témoignage d'un ancien membre du SAIMR revendiquant la création et le pilotage par le SAIMR dans les années 1980-1990 d'un réseau de cliniques et de dispensaires en Afrique où des femmes enceintes étaient accueillies quasi-gratuitement. La même seringue était ré-utilisée pour chaque patiente[réf. à confirmer]. Ce réseau de cliniques aurait ainsi propagé intentionnellement le VIH.
Le SAIMR est connu pour avoir produit un riche corpus de désinformation complotiste. Ce corpus a pu servir à couvrir cette opération clandestine. La désinformation complotiste véhicule généralement que le VIH a été créé par la CIA ou que le VIH est né d’un accident expérimental. Un programme de désinformation de l’Union soviétique baptisé Opération INFEKTION a aussi fortement nourri ces fausses théories du complot sur l'origine du VIH.

## Volkstaat

Le drapeau du Mouvement de résistance afrikaner (AWB).

En 1992, dans le cadre de l'Opération Dove, le SAIMR qui se préparait à l'éventualité d'une guerre civile, chercha avec un ensemble de partenaires à créer un « volkstaat » c'est-à-dire un État blanc indépendant qui serait né d'une partition de l'Afrique du Sud. Ce volkstaat aurait servi de base arrière à la communauté blanche d'Afrique du Sud. Ce projet qui avorta, était mené en étroite collaboration avec :
- le groupuscule néo-nazi Mouvement de résistance afrikaner (AWB) d'Eugène Terre'Blanche et Monica Hugget ;
- l'Unity 25, une coalition de 25 partis de droite et d'extrême-droite, qui allait aboutir en 1993 à la création de l'Afrikaner Volksfront, et qui était représentée par le général Tienie Groenewald, ancien directeur du renseignement militaire de l'apartheid ;
- le président du mouvement anti-avortement en Afrique du Sud (Pro-life move) le Dr Claude Newbury ;
- le Dr F. Herold Pauw, membre du parti conservateur d'Afrique du Sud, qui lors d'un débat au Parlement en 1990, déclara publiquement aux membres du Parti national (Afrique du Sud) de pas s'inquiéter d'un partage du pouvoir avec les Noirs car « le SIDA va prochainement être responsable d'une épidémie à grande échelle au sein de la population noire, à tel point que les Noirs deviendront minoritaires en Afrique du Sud d'ici cinq ans »[31] ;
- le Boerestaat Party de Robert Van Tonder qui aimait dire que « le sida et l'avortement sont les outils d'un complot pour décimer la race blanche »[32] ;
- Saki Macozoma, militant anti-apartheid et frère d'armes de Nelson Mandela, qui représentait l'African National Congress à la table des négociations de l'Opération Dove.

En 1993, le SAIMR a été soupçonné d'être le commanditaire du meurtre de Chris Hani, le secrétaire général du Parti communiste sud-africain et l'un des chefs militaires de Umkhonto we Sizwe, la branche armée de l'ANC. L'assassin de Chris Hani est Janusz Waluś, un mercenaire polonais naturalisé sud-africain, qui était membre du mouvement de résistance afrikaner et qui avait postulé au SAIMR. Selon toute vraisemblance, les partisans du volkstaat espéraient par ce meurtre faire sombrer le pays dans le chaos pour mieux rétablir la domination de la « race blanche » dans le cadre d'un régime militaire. Waluś est encore aujourd'hui incarcéré en Afrique du Sud et fait l'objet d'un culte par les réseaux internationaux d'extrême-droite qui le considèrent comme un martyr, son nom est régulièrement scandé dans les stades de foot de Pologne.

## Le SAIMR auXXIesiècle
Selon les témoignages d'anciens mercenaires du SAIMR, l’organisation est toujours active. Les ordres viennent de Johannesburg ou de Londres. Le SAIMR est très implanté en Somalie et au Nigéria. En 2006, le Gouvernement fédéral de transition de la Somalie renouvelait sa confiance à l'African Institute for Maritime Research (AIMR) pour sécuriser les côtes maritimes de la Somalie et lutter contre la piraterie, en contrepartie l'AIMR était libre d'exploiter les ressources pétrolières offshore de la Somalie.
Le SAIMR est organisé en cellules autonomes disposant chacune de ressources propres. À titre d’exemple, la cellule ‘Echo’ dirigée par le vétéran des forces spéciales rhodésiennes Kenneth Hugh Dalgleish, avait en 1982 comme recettes : des cliniques médicales, l’exploitation d’une mine de pierres précieuses au Rwanda, celle d’une société commerciale ayant des liens avec l'île de Man, la vente de «renseignements», des recettes dans des activités touristiques spécialisées dans les yachts et la plongée sous-marine, et possédait le Riviera Hotel à Durban. Une partie des ressources du SAIMR a pu provenir également de la chasse aux épaves. Dans les années 1980, le SAIMR a notamment mis la main sur une importante cargaison d'argent d'un galion portugais qui avait sombré dans l'océan Indien.